# 杨涤生
杨涤生（1918年—1969年7月30日），原名杨肯堂，山东省牟平县人。中华人民共和国政治人物。

## 生平

### 民国时期
1934年至1937年在济南育英中学、济南省立高中读书，学校内组织参加读书会，之后参加一二·九运动和声援绥运抗战的募捐活动，并赴前线慰问抗日将士。1936年6月加入中国共产党。7月任中共济南市委委员、宣传部部长和济南市教育界抗敌后援会负责人。
抗日战争爆发后，历任八路军鲁东游击第八支队政治部主任，鲁东工委委员。担任中共山东省委青年部长，山东省第一区党委委员。1942年，任苏鲁战区青年救国联合会主任，中共鲁南一地委书记兼军分区政委、三地委书记兼军分区政委，山东分局行委秘书、滨海区党委行委秘书等职。第二次国共内战时期，担任中共山东分局、华东局青委书记、山东省青联主任，中央青委委员。

### 共和国时期
中华人民共和国成立后，历任团中央委员、研究室副主任，团山东省工委书记。从1952年起历任中共山东分局工业部副部长，山东省建设工程局副局长，山东省工业办公室主任，中央市政工程局局长、非金属矿局局长，建筑材料工业部副部长、党组委员等职。文化大革命中受迫害，1969年7月30日病逝。